# Reptalus eremica
Reptalus eremica är en insektsart som beskrevs av Dlabola 1985. Reptalus eremica ingår i släktet Reptalus och familjen kilstritar. Inga underarter finns listade i Catalogue of Life.